# Зулюм
Зулюм (тур. Zulüm) — период в истории Османской империи, характеризуемый деспотичным правлением султана Абдул-Хамида II. Зулюм охватывает весь период правления Абдул-Хамида II, с 1878 года вплоть до его свержения младотурками и восстановления первой турецкой конституции от 1876 года.

## Предшествующие события
30 мая 1876 года был свергнут султан Абдул-Азиз. Произошло это ввиду его крайней неэффективности в государственных делах. Заговор был спланирован великим визирем Мехмедом Рушди, военным министром Хусейном Авни и будущим «отцом конституции» — Мидхатом-пашой. Переворот осуществлялся под лозунгами надежды на лучшее будущее и был поддержан многими, в особенности это относилось к тем, кто осознавал необходимость срочных реформ. Однако, вопреки ожиданиям, новый султан Мурад V оказался неспособен воплотить надежды реформаторов: новоизбранный монарх стал проявлять ярко выраженные черты психического нездоровья сразу после восхождения на престол. Это повлекло новый заговор и, как результат, смещение Мурада. Данные процессы непосредственно контролировались Мидхатом-пашой и организацией «Новые османы». На султанском троне им был необходим человек, с которым можно было сотрудничать и который смог бы провести ряд реформ, созвать парламент и дать присягу конституции. Таким человеком им тогда казался брат Мурада — Абдул-Хамид. Уже в первый год управления государством Абдул-Хамид II созвал парламент и присягнул на верность первой турецкой конституции 1876 г. Конституция предоставляла султану чрезмерно обширные права, провозглашала его священной и неприкосновенной фигурой, но всё же была встречена с большим ликованием.

## Политический режим
Как внутригосударственный режим, Зулюм проявился после поражения Османской империи в войне с Россией 1877—1878 гг. Султан Абдул-Хамид II и ранее прилагал усилия для борьбы против теневой власти конституционалистов, но, благодаря сложившимся в первое время после войны обстоятельствам, он сумел подобно своим предшественникам, стать абсолютным монархом. Для этого султан воспользовался предоставленным ему конституцией правом роспуска парламента, деятелей движения «Новые османы», во главе с Мидхатом-пашой — человеком, которому султан был обязан своим возведением на трон и которого он обвинил в бессчетных преступлениях. Позже многие из членов парламента были арестованы, часть из них приговорена к смертной казни. Организация «Новые османы» была объявлена вне закона.
Установив военно-полицейский режим в государстве, Абдул-Хамид II снова ввергал империю в деспотию и тормозил её развитие. Игнорировалась острая необходимость реформ, сторонники конституционного движения и иного рода оппозиционеры были вынуждены покинуть страну. Отмечался крайний упадок производства, иррациональный расход государственных средств. Ввиду объявления Турцией собственного банкротства в 1879 году, европейскими государствами-кредиторами было учреждено ведомство Оттоманского долга. Над страной устанавливался иностранный финансовый контроль.
Особое внимание уделялось текущим настроениям в обществе. Во времена зулюма была сформирована широкая сеть внутреннего шпионажа. Работа шпионов и доносчиков, зачастую передававших заведомо ложную информацию, напрямую курировалась органами исполнительной власти. Появилась беспрецедентная по своему размаху машина государственной пропаганды, чья задача сводилась к превозношению режима и нагнетанию нетерпимости по религиозному признаку внутри общества империи в рамках новой государственной идеологии — панисламизма. Провозглашая себя лидером мусульман мира, опираясь на мусульманское большинство в самой Турции, Абдул-Хамид II старался подавить представителей иных конфессий. Обострился и национальный вопрос — к периоду Зулюма относится начало преследования этнических меньшинств, прежде всего армян. Серия убийств армян 1894—1896 гг. предзнаменовала надвигающийся геноцид.
Султан, вероятно, был заинтересован исключительно в поддержании сложившейся ситуации. В течение более чем 30 лет государство находилось в состоянии совершенной стагнации; его развитие всячески тормозилось в подавляющем большинстве аспектов его существования.